# Emmericher Eyland
Emmericher Eyland ist ein Ortsteil der niederrheinischen Stadt Kalkar in Nordrhein-Westfalen. Die Ansiedlung hat 113 Einwohner und gehört gemeinsam mit den angrenzenden Ortschaften Bylerward und Wisselward zu den am dünnsten besiedelten Teilen des Stadtgebiets.

## Geografie
Emmericher Eyland liegt am linken Ufer des Rheins, etwa 4 km von Emmerich und 10 km von Kleve entfernt. Nachbardörfer sind Huisberden, Warbeyen, Grieth und Wissel. Westlich der Ortschaft verläuft das Flüsschen Kalflack, das gegenüber Emmerich in den Rhein mündet. Die landwirtschaftlich geprägte Ortschaft gehörte seit 1945 bis zur kommunalen Neugliederung vom 1. Juli 1969 als selbständige Gemeinde zum Amt Griethausen.
| Griethausen | Emmerich                                    | Dornick |
| Warbeyen    | Kompassrose, die auf Nachbargemeinden zeigt | Grieth  |
| Huisberden  | Till-Moyland                                | Wissel  |

## Landschaft
Das Gebiet besteht größtenteils aus Weideland für Milchvieh und Geflügel sowie Ackerland zum Rüben-, Kohl- und Getreideanbau. Die meisten älteren Gehöfte der Umgebung, einige davon Bauernhäuser aus dem 19. Jahrhundert im neugotischen Stil, wurden auf Warften gebaut, weil das Gebiet vor Erhöhung des Rheindeichs Überschwemmungsgebiet des Rheins war. Das Zentrum von Emmericher Eyland blieb allerdings von Überschwemmungen verschont, weil es etwas höher liegt als der Rest.
In offener Landschaft befinden sich einige wenige Bauernhöfe, Wohnhäuser und Gewerbegebäude. Die malerische Landschaft dient im Frühjahr und im Sommer als Kulisse für Rad-, Motorrad- und Oldtimerrennen. Durch Sandabbau sind in den 1970er und 2000er Jahren zwei Baggerseen entstanden.
An der Emmericher Straße steht eine Wegekapelle zur Erinnerung an die Kriegstoten. Vor dem Kapellchen befinden sich vier Gräber junger Soldaten, die in den letzten Tagen des II. Weltkriegs in der Umgebung ertranken. Im Zentrum des wenig bebauten Ortes befindet sich das Gebäude einer ehemaligen Molkerei, später der Warengenossenschaft. Das frühere Schulgebäude wird heute als Übungsraum einer Jagdhörner-Blaskapelle benutzt. Außerdem gibt es das Feuerwehrhaus der Freiwilligen Feuerwehr. Die Bevölkerung ist überwiegend katholisch. Es werden auch noch einige ländliche Traditionen gepflegt wie beispielsweise das Aufstellen eines Maibaums.

## Verschiedene Planungen (Überschwemmungsgebiet, Segelflugplatz)
Vor einigen Jahren gab es behördlicherseits Planungen, das Poldergebiet rund um Emmericher Eyland und Bylerward erneut als Überschwemmungsgebiet auszuweisen. Hierauf kam es zu Protesten der Bevölkerung, mehrheitlich größerer Agrarbetriebe, die zuvor jahrzehntelang die Kosten der Deichverstärkung entlang des Rheins mitgetragen hatten. Auch gegen weitere Planungen zur Anlage eines neuen Segelflugplatzes gab es bis jetzt erfolgreichen Widerstand.

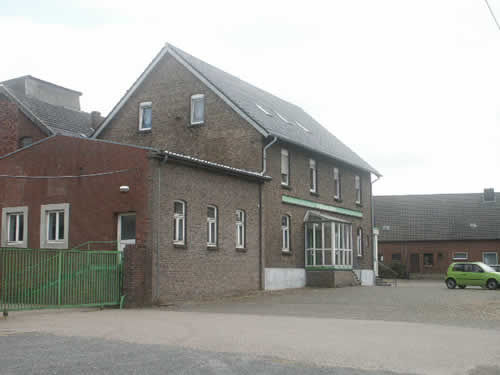
Gebäude der früheren Warengenossenschaft
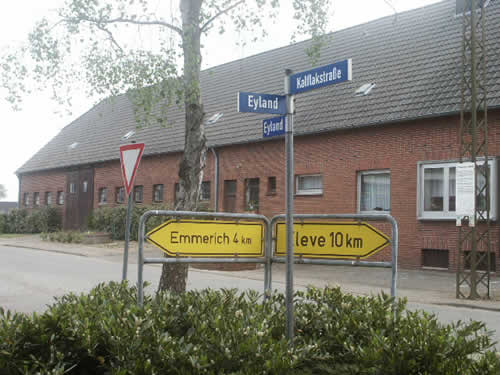
Wegweiser nach Kleve und Emmerich
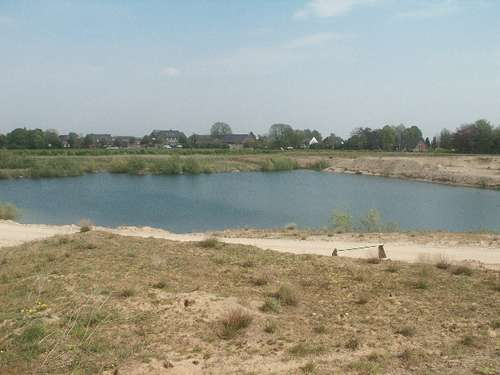
Der jüngere der beiden Baggerseen
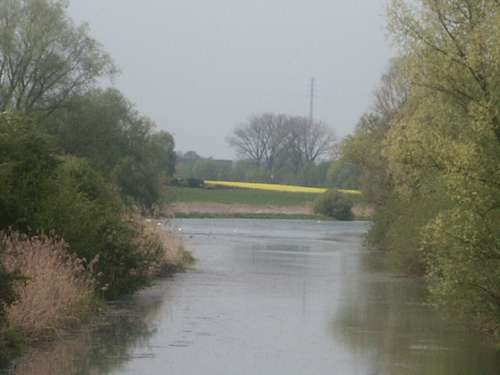
Das Flüsschen Kalflack von einer Brücke aus gesehen